# Isla Gibraleón
Isla Gibraleón is een onbewoond eiland in de golf van Panama. Het is onderdeel van de eilandengroep genaamd de pareleilanden en behoort tot de provincie Panama van het gelijknamige land.
Het eiland bevindt zich twee kilometer ten westen van Isla Casaya. Ten zuiden van het eiland ligt Isla Bayoneta.
Het eiland heeft een oppervlakte van 1,6 vierkante kilometer. Het hoogste punt van het eiland bevindt zich op 11 meter boven de zeespiegel. Aan de noord- en westkust van het eiland bevinden zich stranden.
Het eiland staat te koop.
De vraagprijs is $ 13 miljoen.
In seizoenen 1, 2 en 5 van de serie The Island with Bear Grylls en in het derde seizoen van de spin-off Celebrity Island with Bear Grylls wordt het eiland gebruikt als opnamelocatie.